# Скиропула
Скиропу́ла (греч. Σκυροπούλα) — греческий необитаемый остров в Эгейском море, расположен в восточной части архипелага Северные Спорады. Входит в общину (дим) Скирос в периферийной единице Эвбее в периферии Центральной Греции. С 1860 до 2001 года, остров являлся частной собственностью семьи Антониадис. Это семейство имеет долгую военную и военно-морскую историю; адмирал Антонис Антониадис служил начальником военно-морского флота Греческого Генерального штаба в 2002—2005 годах. В мае 2001 года остров стал собственностью неизвестного кипрского бизнесмена. Остров не имеет постоянного населения.

## География
Ближайшими островами является Скирос на западе и Эвбея на юге. Площадь острова — 3,8 километра, что делает Скиропула 119-м греческим островом по размеру. Самая высокая точка острова составляет 188 метров.